# バハ・カリフォルニア・スル州

バハ・カリフォルニア・スル州
Estado Libre y Soberano de Baja California Sur

バハ・カリフォルニア・スル州(バハ・カリフォルニア・スルしゅう、Estado de Baja California Sur)(南・下カリフォルニア州の意) は、バハ・カリフォルニア半島の北緯28度線以南を占めるメキシコの州。北部でバハ・カリフォルニア州と隣接している。2010年の人口は637,065人。
準州から州に昇格したのは1974年のことで、最も新しい州である。人口密度は低いが人口増加が著しく各地で開発が進行している。雨が少なく土地が痩せているため、農業には向いていないが、美しい海岸線を生かした観光業が盛んである。 
州都のラパスは商業都市。南部のロス・カボスはメキシコ屈指のリゾート地である。

## 主な都市
- ラ・パス
- カボ・サンルーカス
- シウダ・コンスティトゥション
- ゲレーロ・ネグロ
- ロレト
- トドス・サントス